# Próspero Molina
Próspero Molina fue un empresario argentino, precursor de la ciudad de Cosquín. Su nombre es reconocido ya que la Plaza Nacional del Folklore, donde se lleva a cabo el Festival de Cosquín, lleva su nombre.
Molina nació en Piedra Blanca, Catamarca, en 1827. Fue hijo de Victoriano Molina y Santos Rizo Patrón, que era hermana del obispo Buenaventura Rizo Patrón, fundador del Monasterio Franciscano de Salta.
Su niñez la pasó en Catamarca para luego trasladarse a la provincia de Córdoba donde vivió hasta su muerte.
Se casó en la Ciudad de Córdoba con Rosa Vázquez (1844-1930) con quien tuvo 9 hijos.
En 1860 se trasladó a San Roque donde trabajó como capataz en la Estancia de los Fragueiro, lugar donde se desarrolló, en 1829, la batalla entre el brigadier general Juan Bautista Bustos y el general José María Paz.
Tiempo después se trasladó a Cosquín donde, en 1871, su firma aparece en la lista del Primer Censo Cívico de la ciudad, por entonces apenas un caserío.
En 1875 forma parte de la solicitud para fundar la villa que sería de Cosquín.
En 1877 dona su casa grande para crear la Junta Sindical de la que es nombrado vicepresidente y que preside en 1881.
A partir del mismo año de 1881 recibe aportes del gobierno para levantar el templo que se inauguró en 1884, sitio del que tuvo mucho que ver, desde la compra del terreno, hasta su terminación.
Falleció en la ciudad que ayudó a organizar el 15 de enero de 1889. Sus restos fueron llevados, años más tarde, al panteón de los Franciscanos de Córdoba donde aún permanecen.